# Uniwersytet Akdeniz
Uniwersytet Akdeniz (tur. Akdeniz Üniversitesi) – turecka publiczna uczelnia.
Uniwersytet został utworzony w 1982 roku w Antalyi, w jego struktury włączono liczne jednostki akademickie położone w tureckim rejonie Morza Śródziemnego (Akdeniz jest tureckim określeniem tego morza). W 1992 roku część uczelni, zlokalizowana w Isparcie, została z niej wydzielona i włączona w struktury nowo utworzonego Uniwersytetu Süleymana Demirela. W 2006 roku na bazie jednostek uniwersytetu w Burdur utworzono Uniwersytet Mehmet Akif Ersoy w Burdur. W 2016 roku, filie uczelni w Alanyi zostały przyłączone do Uniwersytetu Alaaddina Keykubata
W skład uczelni wchodzą następujące jednostki administracyjne:
- Wydział Rolnictwa
- Wydział Nauk Stosowanych
- Wydział Architektury
- Wydział Business Administration
- Wydział Komunikacji
- Wydział Stomatologii
- Wydział Ekonomii i Administracji
- Wydział Pedagogiki
- Wydział Inżynierii
- Wydział Sztuk Pięknych
- Wydział Rybołówstwa
- Wydział Nauk o Zdrowiu
- Wydział Prawa
- Wydział Literatury
- Wydział Studiów Morskich
- Wydział Medycyny
- Wydział Pielęgniarstwa
- Wydział Nauk Ścisłych
- Wydział Nauk Społecznych i Humanistycznych w Manavgat
- Wydział Nauk o Sporcie
- Wydział Teologii
- Wydział Turystyki